# Johanna Zschille-von Beschwitz
Johanna Mathilde Zschille-von Beschwitz (* 19. Februar 1863 in Großenhain; † 26. November 1946 in Oberwartha) war eine deutsche Malerin.

## Leben
Johanna Zschille wurde 1863 in Großenhain als Tochter von Gustav Fedor Zschille und Therese Ernestine Zschille, geborene von Einsiedel, geboren. Ihr Bruder war der Maler Heinrich Zschille (1858–1938). Johanna Zschille studierte in Dresden, Berlin und Paris. Im Jahr 1913 heiratete sie den Obersten Moritz von Beschwitz († 1934).
In Dresden war sie Mitglied des Vereins bildender Künstler Dresden, der Gruppe Dresdner Künstlerinnen, Ortsverband Dresdner Künstlerinnen, des 1908 neu gegründeten Bundes deutscher und österreichischer Künstlerinnenvereine. Sie war Mitglied der Dresdner Kunstgenossenschaft und der Allgemeinen Deutschen Kunstgenossenschaft.
Dressler listet ihren Wohnort 1930 mit Oberwartha-Dresden 28. Das Kunstlexikon von Ulrich Thieme und Felix Becker gibt 1947 ihren Wohn- und Wirkungsort mit Katholisch Hammer im Landkreis Trebnitz an.

## Werk
Johanna Zschille-von Beschwitz malte Porträts, Landschaften und Interieurs und schuf Lithografien.

## Ausstellungen (Auswahl)
- 1899: Deutsche Kunstausstellung, Dresden
- 1901: Internationale Kunstausstellung Dresden
- 1902: Deutsch-Nationale Kunstausstellung Düsseldorf
- 1904: Große Kunstausstellung, Dresden
- 1906: Kunstsalon Emil Richter, Gruppe Dresdner Künstlerinnen
- 1906: Große Berliner Kunstausstellung
- 1907: Große Berliner Kunstausstellung
- 1907: Deutsch-Nationale Kunstausstellung Düsseldorf
- 1911: Große Aquarellausstellung Dresden
- 1912: Ausstellung „Frauenkunst“ in Dresden, Bund deutscher und österreichischer Künstlerinnenvereine, in den Räumlichkeiten des Sächsischer Kunstvereins, ab 7. April 1912 (Ostersonntag), unter Teilnahme der Ortsgruppen aus Dresden, Berlin, Braunschweig, Bremen Breslau, Kassel, München und Wien[5][6]
- 1912: Große Ausstellung der Allgemeinen Deutschen Kunstgenossenschaft
- 1913: Kunstausstellung im Frauenklub Dresden 1910 an der Johann-Georgen-Allee 13, der heutigen Lingnerallee[7]
- 1915: Große Berliner Kunstausstellung
- 1917: Kunsthandlung Max Sinz, Dresden, Gruppe Dresdner Künstlerinnen
- 1917: Dresdner Kunstgenossenschaft